# 奧爾良的瑪麗-伊莎貝爾
奧爾良的瑪麗-伊莎貝爾（法語：Marie-Isabelle d'Orléans，1848年9月21日—1919年4月23日），巴黎伯爵夫人，蒙龐西耶公爵安托萬·德·奧爾良與西班牙公主路易莎·費爾南達的女兒。

## 家庭
1864年，瑪麗-伊莎貝爾和自己的堂哥、奧爾良家族首領菲利普結婚，兩人共有3子4女：
1. 阿美莉（1865年—1951年），葡萄牙王后
2. 菲利普（1869年—1926年），奧爾良公爵
3. 海倫（1871年—1951年），奧斯塔公爵夫人
4. 伊莎貝爾（1878年—1961年），吉斯公爵夫人
5. 雅各（1880年—1881年），夭折
6. 路易絲（1882年—1958年），胡安·卡洛斯一世的外祖母
7. 斐迪南（英语：Prince Ferdinand, Duke of Montpensier）（1884年—1924年），蒙龐西耶公爵